# Eugène Ryter
Eugène Ryter (La Chaux-de-Fonds, 23 maart 1890 – Neuchâtel, 8 maart 1973) was een Zwitsers gewichtheffer. Hij nam deel aan de Olympische Zomerspelen van 1920 in Antwerpen en behaalde daarbij een bronzen medaille en vestigde tevens een olympisch record bij het eenhandig stoten.

## Belangrijkste resultaten
Als gewichtheffer was Eugène Ryter verboden aan de Club Haltérophile de Neuchâtel. Hij was een van de 77 Zwitserse deelnemers aan de Olympische Zomerspelen van 1920. Binnen de sport van het gewichtheffen op deze Spelen nam hij deel aan de discipline van het vedergewicht (tot tot 60 kg). Hij was de enige Zwitserse deelnemer op dit onderdeel.
Ryter kwam op 29 augustus 1920 in actie in het Olympisch Stadion. Bij het eenhandig stoten was hij een van de vijf gewichtheffers die met 65 kg een nieuw olympisch record wist te vestigen. De andere gewichtheffers bij dit record waren de Belg Frans De Haes, de Est Alfred Schmidt, de Tsjech Ludvík Wágner en de Zweed Gustav Eriksson. Dit record hield stand tot de volgende Spelen in 1924, toen het met 80 kg werd verbroken door de Est Gustav Ernesaks en de Tsjech Antonín Hrabě.

### Olympische Zomerspelen
| Jaar | Plaats    | Onderdeel    | Resultaat | Prestaties |
| ---- | --------- | ------------ | --------- | --- |
| 1920 | Antwerpen | vedergewicht | Brons     | eenhandig trekken: 2e met 55.0 kg eenhandig stoten: 1e met 65 kg (OR) tweehandig stoten: 3e met 90.0 kg totaal: 210.0 kg |